# К городку Колонии, на бестолкового мужа
«К городку Колонии, на бестолкового мужа» — условное название стихотворения римского поэта Гая Валерия Катулла, включённого в состав посмертного сборника («Книги Катулла Веронского») под номером 17 и относящегося предположительно к раннему периоду творчества этого автора. Здесь поэт обращается к лежащему среди болот городу Колонии (вероятно, это нынешние Колоньи, расположенные рядом с родиной Катулла Вероной).
По форме стихотворение связано с обрядовыми песнями, которые исполнялись на мостах и гатях и сопровождались человеческими жертвоприношениями (на позднем этапе символическими). Автор в шутку предлагает принести в жертву не названного по имени старика, обладателя молодой и красивой жены.
Стихотворение написано нехарактерным для латинской поэзии приапейским размером, который ассоциировался с непристойными темами